# Ван дер Слот, Йоран
Йоран Андреас Петрус ван дер Слот (род. 6 августа 1987) — нидерландский убийца, осужденный за убийство Стефани Флорес Рамирес в Лиме, Перу в 2010 году. Он был главным подозреваемым в исчезновении Натали Холлоуэй.

## Наркоторговля в Перу
В феврале 2021 года Ван дер Слот был осужден за торговлю наркотиками во время отбывания наказания в тюрьме Чаллапалька в Хулиаке. Ван дер Слот продолжил торговлю кокаином в тюрьме, а также организовал целую сеть по доставке и продаже наркотика, пересылая пакеты кокаина из тюрьмы в другие места назначения и даже за границу. Наконец его разоблачили сотрудники тюрьмы.
Ван дер Слоту прибавили ещё 18 лет к его первоначальному приговору. Его планируют освободить в 2045 году из-за перуанского закона, запрещающего тюремное заключение на срок более 35 лет, если заключенный не был приговорен к пожизненному заключению.

## Личная жизнь
4 июля 2014 года Ван дер Слот женился на перуанке по имени Лейди Фигероа, с которой он познакомился в тюрьме. В то время она была беременна его ребёнком на седьмом месяце.. 28 сентября 2014 года Фигероа родила дочь. Они развелись в 2023 году, а позже того же года Фигероа заявила, что намерена изменить имя дочери, чтобы избежать любых ассоциаций с её бывшим мужем.